# Armengol I de Urgel
Armengol I de Urgell ou Ermengol I de Urgell (975 — 1 de setembro de 1010) foi conde de Urgel, tendo a casa de Barcelona-Urgel perdurado do ano 992 a 1213.
Foi filho de Borrell II, conde de Barcelona, Girona e Urgel e de Luitegarda de Toulouse. casou com Tietberga de Provença, filha de Robaldo de Arles de quem teve:
1. Armengol II de Urgel "O Peregrino", conde de Urgel, que casou 2 vezes, a 1ª com Arsenda e a 2ª com Constança Velasquita de Besalu.
2. Estefânia de Urgel, que casou com Guilherme II de Paillars, conde de Pallars Jussà.